# Silnice II/351
Silnice II/351 je pozemní komunikace v Kraji Vysočina spojující město Chotěboř s městysem Dalešice. 

## Rozvoj
Dne 29. března 2018 se konal seminář spolku Regio 2020, kdy starostové obcí a další účastníci řešili úpravy obchvatu městyse Vladislav na silnici I/23 a úpravy silnice II/351 z Třebíče do Valče.

## Vedení silnice
Na jihovýchodě Chotěboře odbočuje ze silnice II/345 a dále prochází těmito sídly:
- Česká Bělá (východně od městyse mimoúrovňově křižuje komunikaci I/34, jenž v těch místech tvoří obchvat České Bělé)
- Macourov
- Žižkovo Pole
- Přibyslav
- Brzkov
- Polná
- Dobroutov
- Lipina
- Rybné
- Věžnice (severně od obce silnice podchází dálnici D1)
- Kamenice
- Čechtín
- Třebíč
- Třebenice

Na jižním okraji Dalešic ústí na úrovňové křižovatce do silnice II/399.

## Opravy
V roce 2017 proběhla rekonstrukce silnice mezi Třebíčí a Valčí. Rekonstrukce byla kritizována, protože investor stavby silnici výrazně zúžil. Šířka silnice byla dle pravidel srovnána na šířku pruhu 3 metry, tj. na některých místech tak silnice byla zúžena. Celková cena rekonstrukce dosáhla 95 milionů Kč. První část rekonstrukce proběhla v délce přibližně 11 kilometrů z Třebíče do Valče, silnice byla zúžena na normovanou šířku dle normy S 7,5. Řidiči i zaměstnanci jaderné elektrárny Dukovany, ke které silnice vede toto zúžení kritizovali. Bývalý senátor a předseda sdružení Energetické Třebíčsko Vítězslav Jonáš kritizoval kraj Vysočina a vyzval hejtmana Jiřího Běhounka k nápravě. Hejtman reagoval velmi stručně s tím, že Vítězslav Jonáš obdrží písemnou odpověď. Zmínil také, že operační program silnici nedovolil rozšířit, takže se museli přizpůsobit normě dle počtu obyvatel dotčených obcí. Zbylá část silnice má být také rekonstruována v souladu s normou S 7,5. Chybou dle Aleše Kratiny (předseda krajské dopravní komise) bylo to, že kraj nevyhlásil tuto silnici za tzv. páteřní krajskou silnici, kdyby jí byla bývala byla, tak by zřejmě rozšířena byla.
V roce 2017 došlo také k opravě silnice v Třebíči, primárně na křižovatce se silnicí II/399. V roce 2023 byla rekonstruována část silnice vedoucí po ulici 9. května v Třebíči a v roce 2024 byl drobně opraven povrch silnice mezi Čechtínem a Třebíčí. V roce 2025 byla opravena silnice od Třebenic až po křižovatku se silnicí I/399.